# Irpicodon pendulus
Irpicodon là một chi nấm trong họ Phanerochaetaceae. Đây là chi đơn loài, chứa một loài Irpicodon pendulus, được tìm thấy ở Europe.